# 1797 год в музыке

## События
- 12 февраля — Первое исполнение «Песни кайзера» (нем. Kaiserlied) на слова Лоренца Леопольда Хашки, музыка Йозефа Гайдна.
- Пианист Луи Адан становится профессором Парижской консерватории.

## Произведения

### Классическая музыка
- Людвиг ван Бетховен — Соната для фортепиано ми-бемоль мажор, op. 7
- Йозеф Гайдн — Струнный квартет d-moll «Квартет с квинтами», op. 76
- Джованни Баттиста Виотти — Концерт для скрипки № 22 ля минор

### Опера
- Луиджи Керубини — «Медея» (впервые исполнена в Париже; либретто Франсуа Бенуа Хофманн)
- Юзеф Эльснер — «Амазонки»
- Луиджи Моска — итал. L'импресарио burlato

## Родились
- 19 января — Анри-Бернар Дабади (фр. Henri-Bernard Dabadie), французский оперный певец (баритон) (умер в мае 1853).
- 31 января — Франц Петер Шуберт (нем. Franz Peter Schubert), австрийский композитор, один из основоположников романтизма в музыке (умер 19 ноября 1828).
- 15 февраля — Генрих Энгельгард Штайнвег (нем. Heinrich Engelhard Steinweg, известен также как Генри Энгельхард Стейнвей (англ. Henry E. Steinway), фортепьянный мастер, основатель компании Steinway & Sons (умер 7 февраля 1871).
- 17 апреля — Жан Батист Жозеф Тольбек, франко-бельгийский скрипач, дирижёр, композитор (умер 23 октября 1869).
- 30 мая — Иоганн Христиан Лобе (нем. Johann Christian Lobe), немецкий композитор и музыковед (умер 27 июля 1881).
- 5 августа — Фридрих Август Куммер (нем. Friedrich August Kummer), немецкий виолончелист и композитор (умер 22 августа 1879).
- 11 ноября — Карл Фридрих Мюллер (нем. Karl Friedrich Müller), немецкий скрипач (умер 4 апреля 1873).
- 26 октября — Джудитта Паста (итал. Giuditta Pasta), итальянская певица (сопрано) (умерла 1 апреля 1865).
- 29 ноября — Доменико Гаэтано Мариа Доницетти (итал. Domenico Gaetano Maria Donizetti), итальянский композитор (умер 8 апреля 1848).
- 19 декабря — Йозеф Теодор Кров (нем. Josef Theodor Krov, чеш. Josef Tomáš Krob), чешский певец и композитор (умер 1 марта 1859).
- 29 декабря — Эме Амбруаз Симон Леборн (фр. Aime Ambroise Simon Leborne), французский композитор и музыкальный педагог (умер 1 апреля 1866).
- дата неизвестна — Эдуард Франц Генаст (нем. Eduard Franz Genast), немецкий актёр, певец и композитор (умер в 1866).

## Скончались
- 9 марта — Василий Алексеевич Пашкевич, русский композитор, дирижёр, педагог, скрипач, певец, один из создателей русской национальной оперы (родился в 1742).
- 19 августа — Тереза Имер (итал. Teresa Imer), итальянская певица, театральный антрепренёр, хозяйка салона, куртизанка, авантюристка (родилась в 1723).
- 12 октября — Пьер де Желиотт (фр. Pierre de Jélyotte), французский певец и композитор (родился 13 апреля 1713).
- 27 ноября — Иоганн Батист Вендлинг (нем. Johann Baptist Wendling), немецкий флейтист и композитор (родился 17 июня 1723).